# Новотроїцьке (Частоозерський округ)
Новотро́їцьке (рос. Новотроицкое) — село у складі Частоозерського округу Курганської області, Росія.
Населення — 309 осіб (2010, 469 у 2002).
Національний склад станом на 2002 рік:
- росіяни — 95 %